# Kościół Wniebowzięcia Najświętszej Marii Panny w Monasterzyskach
Kościół Wniebowzięcia Najświętszej Marii Panny, obecnie prawosławna cerkiew Zaśnięcia Matki Bożej – dawny zabytkowy rzymskokatolicki kościół w Monasterzyskach, mieście na Ukrainie, w obwodzie tarnopolskim, siedzibie rejonu monasterzyskiego. Najokazalsza ze świątyń miasta, cerkiew parafialna Ukraińskiego Autokefalicznego Kościoła Prawosławnego do grudnia 2018, obecnie Kościoła Prawosławnego Ukrainy.

## Historia

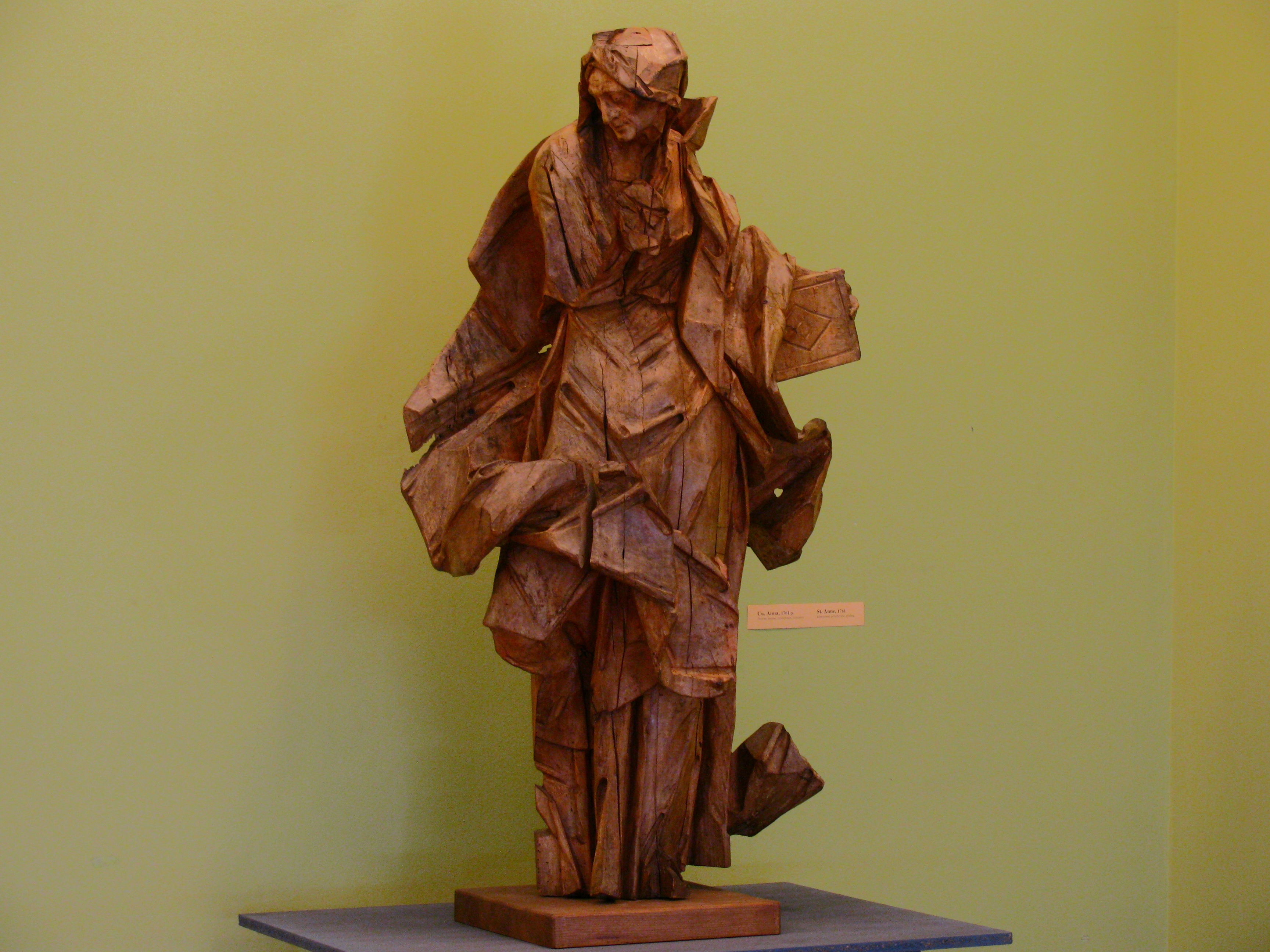
Figura św. Anny

Murowany kościół pod wezwaniem Wniebowzięcia Najświętszej Maryi Panny wybudowano w połowie XVIII wieku w miejscu wcześniejszego drewnianego. Fundatorem kościoła był dziedzic miasta Józef Potocki, kasztelan lwowski (lub Bazyli Potocki).
Konsekrowany 29 września 1751 przez biskupa sufragana krakowskiego Michała Kunickiego.
Struktura ołtarza głównego w kościele powstała przed 1754 r.
W 1761 r. z funduszu pozostawionego przez ks. Franciszka Kielarskiego zapłacono za pracę przy ołtarzach Janowi Jerzemu (Johannowi Georgowi) Pinzlowi i za obrazy Antoniemu Sztylowi.
Układ przestrzenny budowli wywodzi się z architektury Francesco Borrominiego.
Zbigniew Hornung uważał, że autorem figur w ołtarzu głównym był Antoni Osiński. Jan K. Ostrowski uważa natomiast, że figury w ołtarzu głównym w kościele nie mają nic wspólnego z udokumentowanymi źródłowo dziełami Antoniego Osińskiego w kościołach w Zbarażu i Leżajsku.
Zdaniem Piotra Krasnego i Jakuba Sity architekt Bernard Meretyn był autorem projektu ołtarza głównego w kościele, oraz ten projekt mógł być źródłem inspiracji dla ołtarza głównego w kościele Franciszkanów w Przemyślu.
Przed dewastacją sowiecką w kościele znajdowały się trzy ołtarze: główny (Wniebowzięcia Najświętszej Marii Panny), św. Rozalii (na zamknięciu zach. nawy bocznej) oraz Matki Boski Bolesnej (na zamknięciu wsch. nawy bocznej).
Przez pewien czas w ścianie kościoła była tablica pamiątkowa ku czci Zygmunta Krasińskiego.
Obiekt został zamknięty przez władzę sowiecką 30 listopada 1945 i zamieniony na magazyn.
Mimo próśb rzymskich katolików obiekt został przekazany prawosławnym.